# Asterocampa celtis
Asterocampa celtis is een vlinder uit de familie van de Nymphalidae, onderfamilie Apaturinae. De wetenschappelijke naam van de soort verwijst naar de waardplant.

## Beschrijving
De vlinder heeft een spanwijdte van 41 tot 57 millimeter. De grondkleur van de vleugel is bruin. Aan de vleugelpunt van de voorvleugel bevindt zich een zwart gebied met witte vlekken. Daaronder is een oogvlek te zien, evenals enkele op de achtervleugel. Er is behoorlijke geografische variatie in tekening.
De soort vliegt van mei tot oktober in 2 jaarlijkse generaties.

## Rups
Asterocampa celtis gebruikt soorten netelboom (Celtis) als waardplant, met name Celtis laevigata. De rups is groen met gele tekening, en heeft een gevorkte "staart". De rups overwintert in groepjes tussen dood blad. Voor de overwintering wordt de rups bruin, na de winter krijgt de rups zijn groene kleur weer terug.

## Verspreiding
De soort komt met name voor in het oostelijk deel van de Verenigde Staten en het noorden van Mexico.

## Externe links

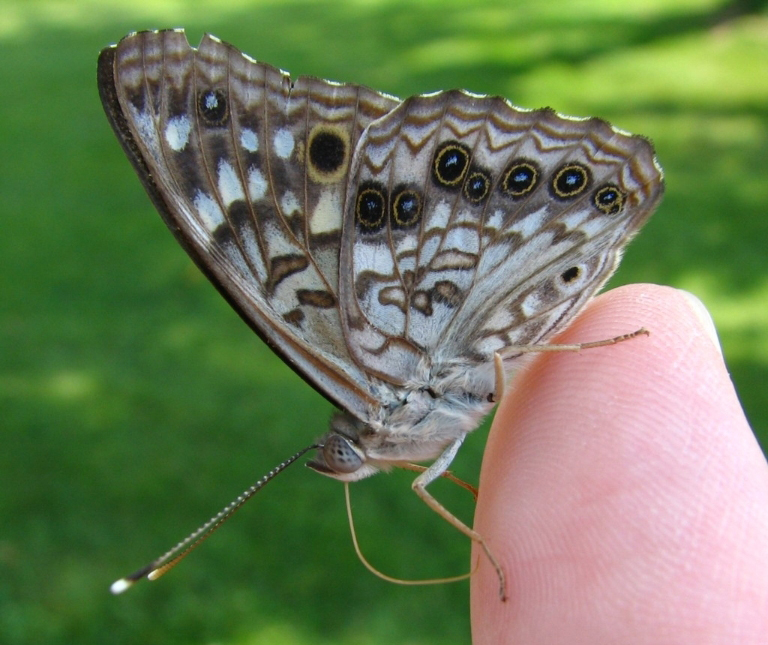
Onderkant van de vleugels
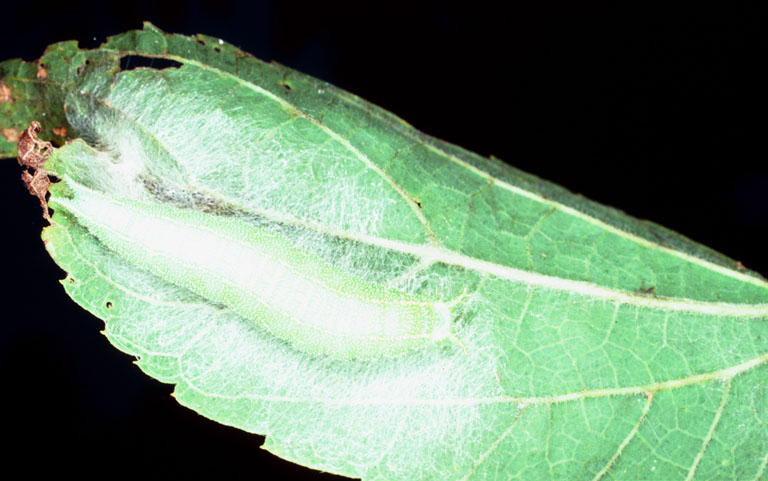
Rups